# 豊田裕貴
豊田裕貴（とよだ ゆうき、1970年 - ）は、日本の統計学・経営学者、法政大学教授。

## 略歴
神奈川県生まれ。法政大学経営学部卒業、2004年同大学院社会学研究科博士課程満にて「ブランド連想データの新たな分析方法の構築 ブランド知識の測定・分析とブランド・マネジメントへの応用」で経営学博士。リサーチ会社、シンクタンクの研究員、2004年多摩大学経営情報学部経営情報学科助教授をへて、2015年法政大学経営大学院イノベーション・ マネジメント研究科教授。より実践的で実用的なマーケティング（ とくにブランドマネジメントが専門）の研究・普及に努めている。

## 著書
- 『現場で使える統計学』阪急コミュニケーションズ 2006
- 『知識ゼロからのビジネス統計学入門』幻冬舎 2010
- 『ブランドポジショニングの理論と実践』講談社 2013
- 『マーケティングってそういうことだったの!?』あさ出版 2013
- 『これだけ!ビジネス理論 今に活かすべき知識の断片を体系立てたらこうなった』すばる舎リンケージ 2014
- 『すぐやってみたくなる!データ分析がぐるっとわかる本』すばる舎 2014
- 『Excelでデータ分析即戦力講座 これ一冊で完璧!』秀和システム 2016
- 『Rによるデータ駆動マーケティング』オーム社 2017
- 『Excel分析ツール完全詳解』秀和システム 2017

### 共編著・監修
- 『テキストマイニングによるマーケティング調査』上田隆穂,黒岩祥太,戸谷圭子共編 講談社 2005
- 『知識ゼロからの売れる消費者心理学』坂本和子共著 幻冬舎 2011
- 『特許情報のテキストマイニング 技術経営のパラダイム転換』菰田文男共編著. ミネルヴァ書房 2011
- 『マンガでわかるビジネスを成功に導くデータ分析 Excel対応』監修. ナツメ社 2016
- 『Excelで学ぶビジネスデータ分析の基礎』玄場公規,湊宣明共著. オデッセイコミュニケーションズ 2016

## 論文
- <豊田裕貴